# روبرت إف. بويل
روبرت إف. بويل (بالإنجليزية: Robert F. Boyle)‏ هو مصمم إنتاجي ومخرج فني أمريكي، ولد في 10 أكتوبر 1909 في لوس أنجلوس في الولايات المتحدة، وتوفي بنفس المكان في 1 أغسطس 2010.

## وصلات خارجية
- روبرت إف. بويل على موقع IMDb (الإنجليزية)
- روبرت إف. بويل على موقع ألو سيني (الفرنسية)
- روبرت إف. بويل على موقع أول موفي (الإنجليزية)
- روبرت إف. بويل على موقع قاعدة بيانات الفيلم (الإنجليزية)
- روبرت إف. بويل على موقع كينوبويسك (الروسية)